# Guo Zhongshu

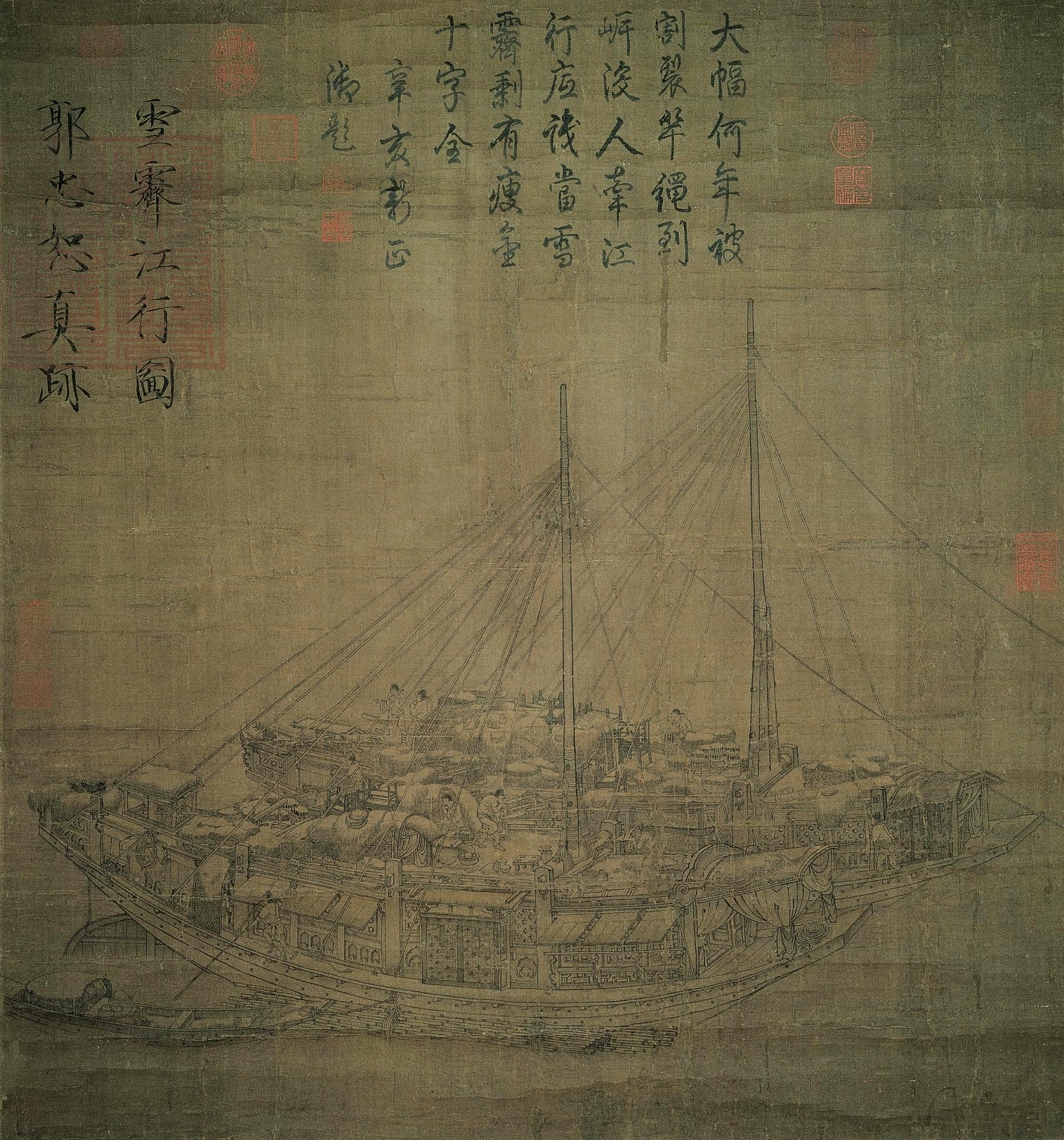
Viatjant sobre el riu amb neu”(雪霽江行). Segona meitat del segle X

Guo Zhongshu (xinès: 郭忠恕; pinyin: Guō Zhōngshù) fou un pintor i erudit sota la dinastia Song. Va néixer a Luoyang, província de Henan en una data desconeguda i va morir l'any 977. Va exercir càrrecs públics però a conseqüència del seu caràcter i de les crítiques a les autoritats, va pagar car el seu esperit lliure i va acabar a l'exili fins a la seva mort.
Pintor de paisatges, Segons la compilació “Xuanhe huapu” (“Catàleg de Pintures de l'emperador Xuanhe”), la pintura de Guo es fa difícil d'entendre; està realitzada amb un estil propi, cosa que va fer que en el seu moment no fos acceptat fàcilment però posteriorment va obtenir un reconeixement per part dels experts. Les seves pintures representen la natura en harmonia amb les persones amb cases, rius i arbres que són fets a escala. Hi ha una forma precoç de dibuix arquitectònic. Fou un mestre del denominat “jiehua" terme que fa referència a la representació exacta de formes arquitectòniques amb l'ajut d'un regle. Els edificis que pinta donen una sensació tridimensional. Cal destacar entre la seva producció “ Viatjant sobre el riu amb neu”. Una part està dipositat al Museu Nacional del Palau de Taipei i l'altra al Museu Nelson-Atkins als Estats Units.